# موريرا ساليس
موريرا ساليس بلدية في ولاية بارانا في المنطقة الجنوبية من البرازيل.